# Riccardo Bolpin
Riccardo Bolpin (Venezia, 9 febbraio 1997) è un cestista italiano.
Nel 2017 partecipa al FIBA EuroBasket Under-20 con l'Italia under 20 ed il 29 giugno 2018 vince la medaglia d'argento ai XVIII Giochi del Mediterraneo con la Nazionale italiana 3x3.

## Carriera

### Club
Dopo aver svolto tutta la trafila giovanile tra le file della Reyer Venezia Mestre, nella stagione 2014-2015 viene aggregato alla prima squadra in Serie A. Fa il suo debutto da professionista contro la Virtus Bologna, segnando una tripla.
La stagione successiva viene ceduto in prestito alla Polisportiva Basket Agropoli in Serie A2 con la quale gioca 29 partite per un totale di 93 punti risultando uno dei giovani più promettenti dell'intero campionato.
Registra anche un career-high di 19 punti contro il Basket Barcellona.
Per la stagione 2016-17 viene ceduto, sempre in prestito, all'Unione Sportiva Basket Recanati in Serie A2.
Nel corso dell'anno riesce a trovare sempre più spazio, complici anche le non ottime prestazioni del compagno di reparto Gennaro Sorrentino, con un high stagionale di 13 punti contro l'Amici Pallacanestro Udinese.
Dopo due stagioni passate in Serie A2 ed essere maturato dal punto di vista cestistico, torna alla Reyer Venezia, dove gioca 9 partite nella stagione regolare e 3 nel corso dei play-off, vincendo anche la FIBA Europe Cup.
La stagione successiva resta nel massimo livello del campionato italiano, questa volta indossando però la divisa del Pistoia Basket (in prestito dalla società veneta), giocando 28 partite per un totale di 134 punti.
Dopo essere stato aggregato all’Aquila Basket Trento nel corso della pre-season della stagione 2019-2020, viene ceduto in prestito al Latina Basket dove torna dopo due anni a disputare il campionato di Serie A2. 
Il 31 luglio 2023, firma con la Fortitudo Bologna. Il 31 marzo 2025, rinnova per un'ulteriore stagione con la squadra bolognese. A sorpresa, il 14 giugno 2025, esce dal contratto con la Fortitudo, per poi accasarsi alla Scaligera Basket Verona.

### Nazionale
Fin dall'età di 15 anni partecipa regolarmente ad ogni raduno e torneo delle varie nazionali giovanili.
Nel 2018 prende parte alla XVIII edizione dei Giochi del Mediterraneo vincendo la medaglia d'argento con la Nazionale italiana 3x3, e partecipa al raduno della Nazionale Sperimentale.

## Palmares
- Supercoppa LNP: 1

Fortitudo Bologna: 2024

## Statistiche
Stagione regolare
| Stagione        | Squadra         | Competizione | Partite | Partite | Partite | Statistiche tiro | Statistiche tiro | Statistiche tiro | Altre statistiche | Altre statistiche | Altre statistiche | Altre statistiche | Altre statistiche |
| Stagione        | Squadra         | Competizione | Pres.   | Titol.  | Minuti  | Tiri da 2        | Tiri da 3        | Liberi           | Rimb.             | Assist            | Rubate            | Stopp.            | Punti             |
| --------------- | --------------- | ------------ | ------- | ------- | ------- | ---------------- | ---------------- | ---------------- | ----------------- | ----------------- | ----------------- | ----------------- | ----------------- |
| 2014-2015       | Reyer Venezia   | Serie A      | 1       | 0       | 3       | 0/0              | 1/1              | 0/0              | 0                 | 0                 | 0                 | 0                 | 3                 |
| 2015-2016       | Basket Agropoli | Serie A2     | 29      | 7       | 389     | 22/44            | 12/54            | 13/19            | 40                | 19                | 3                 | 0                 | 93                |
| 2016-2017       | Basket Recanati | Serie A2     | 30      | 13      | 617     | 26/77            | 12/45            | 40/51            | 66                | 66                | 12                | 1                 | 128               |
| 2017-2018       | Reyer Venezia   | Serie A      | 9       | 0       | 45      | 2/2              | 4/5              | 0/0              | 6                 | 7                 | 3                 | 0                 | 16                |
| 2018-2019       | Pistoia Basket  | Serie A      | 28      | 2       | 467     | 20/49            | 26/64            | 16/22            | 50                | 37                | 12                | 0                 | 134               |
| 2019-2020       | Latina Basket   | Serie A2     | 25      | 3       | 591     | 46/97            | 31/70            | 39/44            | 68                | 63                | 12                | 0                 | 224               |
| Totale carriera |                 |              |         |         |         |                  |                  |                  |                   |                   |                   |                   |                   |

Play-off
| Stagione        | Squadra         | Competizione | Partite | Partite | Partite | Statistiche tiro | Statistiche tiro | Statistiche tiro | Altre statistiche | Altre statistiche | Altre statistiche | Altre statistiche | Altre statistiche |
| Stagione        | Squadra         | Competizione | Pres.   | Titol.  | Minuti  | Tiri da 2        | Tiri da 3        | Liberi           | Rimb.             | Assist            | Rubate            | Stopp.            | Punti             |
| --------------- | --------------- | ------------ | ------- | ------- | ------- | ---------------- | ---------------- | ---------------- | ----------------- | ----------------- | ----------------- | ----------------- | ----------------- |
| 2015-2016       | Basket Agropoli | Serie A2     | 4       | 0       | 65      | 2/6              | 3/8              | 2/2              | 5                 | 3                 | 2                 | 0                 | 15                |
| 2017-2018       | Reyer Venezia   | Serie A      | 3       | 0       | 11      | 1/1              | 1/2              | 0/0              | 1                 | 1                 | 0                 | 0                 | 5                 |
| Totale carriera |                 |              |         |         |         |                  |                  |                  |                   |                   |                   |                   |                   |

### Cronologia presenze e punti in Nazionale
| Cronologia completa delle presenze e dei punti in Nazionale - Italia | Cronologia completa delle presenze e dei punti in Nazionale - Italia | Cronologia completa delle presenze e dei punti in Nazionale - Italia | Cronologia completa delle presenze e dei punti in Nazionale - Italia | Cronologia completa delle presenze e dei punti in Nazionale - Italia | Cronologia completa delle presenze e dei punti in Nazionale - Italia | Cronologia completa delle presenze e dei punti in Nazionale - Italia | Cronologia completa delle presenze e dei punti in Nazionale - Italia |
| Data                                                                 | Città                                                                | In casa                                                              | Risultato                                                            | Ospiti                                                               | Competizione                                                         | Punti                                                                | Note                                                                 |
| -------------------------------------------------------------------- | -------------------------------------------------------------------- | -------------------------------------------------------------------- | -------------------------------------------------------------------- | -------------------------------------------------------------------- | -------------------------------------------------------------------- | -------------------------------------------------------------------- | -------------------------------------------------------------------- |
| 28-06-2018                                                           | Tarragona                                                            | Italia 3x3                                                           | 21-5                                                                 | Tunisia 3x3                                                          | G. Mediterraneo 2018 - Fase a gironi                                 | 3                                                                    |                                                                      |
| 29-06-2018                                                           | Tarragona                                                            | Italia 3x3                                                           | 18-19                                                                | Croazia 3x3                                                          | G. Mediterraneo 2018 - Fase a gironi                                 | 2                                                                    |                                                                      |
| 29-06-2018                                                           | Tarragona                                                            | Italia 3x3                                                           | 21-19                                                                | Cipro 3x3                                                            | G. Mediterraneo 2018 - Quarti di finale                              | 9                                                                    |                                                                      |
| 29-06-2018                                                           | Tarragona                                                            | Italia 3x3                                                           | 21-17                                                                | Grecia 3x3                                                           | G. Mediterraneo 2018 - Semifinale                                    | 4                                                                    |                                                                      |
| 29-06-2018                                                           | Tarragona                                                            | Francia 3x3                                                          | 16-14                                                                | Italia 3x3                                                           | G. Mediterraneo 2018 - Finale                                        | 2                                                                    |                                                                      |
| Totale                                                               |                                                                      | Presenze                                                             | 5                                                                    |                                                                      | Punti                                                                | 20                                                                   |                                                                      |

## Palmarès
- FIBA Europe Cup: 1

Reyer Venezia: 2017-18